# اداره (فصل ۴)
فصل چهارم مجموعه کمدی تلویزیونی اداره در ۲۷ سپتامبر ۲۰۰۷ به دست ان‌بی‌سی در ایالات متحده به نمایش درآمد و در ۱۵ مه ۲۰۰۸ به پایان رسید. این فصل شامل ۹ قسمت نیم ساعته و ۵ قسمت طولانی بود که در کل شامل ۱۹ قسمت از کل محصول می‌شود. اداره اقتباسی آمریکایی از مجموعه تلویزیونی بریتانیایی به همین نام است و در قالب مستندنما ارائه می‌شود و زندگی روزمره کارمندان اداره را در شرکت ساختگی داندر میفلین در اسکرانتون، پنسیلوانیا به تصویر می‌کشد. در ابتدا قرار بود این فصل شامل ۳۰ قسمت باشد، اما به دلیل اعتصاب ۲۰۰۷–۲۰۰۸ نویسندگان آمریکایی، تولید متوقف شد و در نتیجه این فصل به ۱۹ قسمت کوتاه شد. در این فصل استیو کرل، رین ویلسون، جان کرازینسکی، جینا فیشر و بی جی نواک به عنوان نقش‌های اصلی و بازیگرانی از جمله ملورا هاردین، اد هلمز، لسلی دیوید بیکر، برایان بومگارتنر، کرید برتن، کیت فلانری، میندی کالینگ، آنجلا کینزی، پل لیبرشتاین، اسکار نونز، کریگ رابینسون و فیلیس اسمیت به عنوان نقش‌های مکمل هستند.
فصل چهار خروج کارن فیلیپلی (رشیدا جونز) به عنوان یک شخصیت عادی بود، اگرچه او برای چند ثانیه در اولین قسمت «اجرای سرگرم‌کننده» و در قسمت دهم، «جنگ شعبه‌ها» به عنوان مدیر منطقه ای شعبه یوتیکا حضور داشت. روابط دوباره به عنوان موضوع اصلی این فصل ظهور کرد، با جیم هالپرت (جان کراسینسکی) و پم بیزلی (جنا فیشر) در حال ظاهر شدن، و مایکل اسکات (استیو کرل) و جن لوینسون (ملوارا هاردین)، و همچنین دوایت شروت (رین ویلسون) و آنجلا مارتین (آنجلا کینزی) که رابطه‌شان در حال زوال است. فناوری یکی دیگر از موضوعات رایج بود زیرا کارمندان دفتر با ابتکاراتی که رایان هوارد (بی جی نواک) برای نوسازی شرکت معرفی کرد دست و پنجه نرم می‌کردند.
فصل چهارم اداره پنجشنبه‌ها ساعت ۹:۰۰ بعد از ظهر (شرقی) در ایالات متحده پخش می‌شد. این فصل در مقایسه با دو فصل گذشته اندکی افت در رتبه‌بندی داشته‌است. استقبال از فصل همچنان مثبت بود. این فصل در تاریخ ۲ سپتامبر ۲۰۰۸ توسط رسانه خانگی یونیورسال پیکچرز در جعبه چهار دیسک در منطقه ۱ منتشر شد. مجموعه دی‌وی‌دی شامل همه ۱۹ قسمت و همچنین تفسیرهایی از سازندگان، نویسندگان، بازیگران و کارگردانان برخی از قسمت‌ها است. این مجموعه دی‌وی‌دی همچنین شامل صحنه‌های حذف شده از همه قسمت‌ها و همچنین پشت صحنه و سایر است.

## تولید
فصل چهارم این مجموعه توسط رویل پروداکشنز و دیدل-دی پروداکشنز با همکاری یونیورسال تله‌ویژن ساخته شده‌است. این سریال بر اساس مجموعه انگلیسی ساخته شده توسط ریکی جرویز و استیون مرچنت اقتباس شده‌است و هر دوی آنها تهیه‌کننده‌های اجرایی نسخه آمریکایی نیز هستند. اداره تولید شده توسط گرگ دنیلز است که همچنین تهیه‌کننده اجرایی و شورانر نیز می‌باشد. تمام نویسندگان فصل پیش با اعضای نویسندگی متشکل از دنیلز، مایکل شور، لستر لوئیز، میندی کالینگ، بی جی نواک، پل لیبرشتاین، لی آیزنبرگ، جین استوپنیتسکی ، جنیفر سلوتا، برنت فورستر و جاستین اسپیتزر بازگشتند. شور، لیبرشتاین و سلوتا تهیه‌کنندگان مشترک اجرایی بودند. کالینگ، آیزنبرگ و استوپنیتسکی تهیه‌کنندگان مجموعه بودند. نواک و لوئیز نظارت بر تولیدکنندگان بودند و فارستر یک تولیدکننده مشاور بود.